# La Rosales
La Rosales es una película histórica argentina a color de 1984, dirigida por David Lipszyc y protagonizada por Héctor Alterio, Alicia Bruzzo, Ricardo Darín, Oscar Martínez, Ulises Dumont y Arturo García Buhr. 

La película se estrenó 30 de agosto de 1984 en el los cines Atlas y Capitol.
Interpreta el tema inicial Los primeros de José Stcherkaski, la cantante y actriz Nacha Guevara, con música de Alberto Favero. Fue la última cinta que filmó el primer y prestigioso actor Arturo García Buhr, quien se suicidó bajo un estado de profunda depresión el 4 de octubre de 1995.

## Sinopsis
La Rosales se trata de un documento histórico basado en hechos reales que relata el hundimiento de la cazatorpedera "La Rosales", de la Armada Argentina, ocurrido en 1892 en la costa de Uruguay. La escuadra que debía asistir en España a los festejos de los 400 años del descubrimiento de América, naufraga en medio de un temporal a 200 millas de la costa uruguaya. En ese suceso solo se salvaron de la muerte el capitán y la oficialidad, lo que despertó varias sospechas. Dos meses más tarde, el diario La Nación publica las declaraciones de uno de los sobrevivientes, causando estupor y espanto.  Esta noticia pone al descubierto los hechos producidos en el barco al momento del naufragio. Ante la conmoción interna y externa, la marina se ve obligada a reabrir el sumario y encargar la investigación exhaustiva de los hechos.

## Elenco
- Héctor Alterio como el Capitán de Fragata Leopoldo Funes.
- Alicia Bruzzo como Renata.
- Ricardo Darín como Teniente de Navío Jorge Victorica.
- Oscar Martínez como Enzo
- Ulises Dumont como Foguista Francisco Battaglia.
- Arturo García Buhr como Fiscal Capitán de Navío Jorge Lowry.
- Marta Bianchi como Elisa de Funes.
- Raúl Rizzo como Abogado Defensor, Alférez de Navio.
- Boy Olmi (h) como el Oficial Giralt.
- Pepe Monje
- Zelmar Gueñol
- Oscar Pedemonti
- Marta Gam
- Aldo Braga
- Roberto Mosca
- Soledad Silveyra
- Víctor Bruno
- Juan Carlos Lamas
- Jorge Hacker
- Giancarlo Arena
- Marta Betoldi
- Jorge Varas
- Carlos Parisi[3]
- Boy Olmi